# Buslijn 8 (Kortrijk)
Buslijn 8 in Kortrijk verbond de eindhaltes Station Kortrijk en de wijk Walle. De lijn kwam onder meer voorbij het Louis Robbeplein in de binnenstad, de Appel, ging doorheen de wijk Pottelberg, deed de Kliniek Maria's Voorzienigheid aan en eindigde ten slotte in de wijk Walle.

## Geschiedenis
Lijn 8 werd opgericht om de binnenstad beter te verbinden met de dichtbevolkte wijk Walle. Daarnaast zorgde ze tevens voor een directe verbinding met de binnenstad – met name het hoofdstation – en het bouwcentrum Pottelberg.
Tijdens de besparingsronde in juli 2010 werd deze stadslijn, die nooit echt succesvol was geworden, opgedoekt.

## Kleur
De kenkleur van deze lijn was appelblauwzeegroen met zwarte letters.

## Traject buslijn 8
De buslijn had de volgende haltes:
|   |   |   |  |   | Halte            | Aansluitingen                          |
| - | - | - |  | - | ---------------- | -------------------------------------- |
|   |   | o |  |   | Station          | NMBS - alle stadslijnen - streeklijnen |
|   |   |   |  |   |                  |                                        |
| ⇃ | o |   |  | ↾ | Louis Robbeplein | Stadslijnen 1, 2, 3, 4, 6, 9, 12, 13   |
|   |   |   |  |   |                  |                                        |
|   |   | o |  |   | De Appel         | Stadslijnen 80, 81, 82                 |
|   |   | o |  |   | Marksesteenweg   |                                        |
|   |   | o |  |   | Stelplaats       |                                        |
|   |   | o |  |   | Bouwcentrum      | Stadslijn 80                           |
|   |   | o |  |   | Verruelaan       |                                        |
|   |   | o |  |   | Kapel            |                                        |
|   |   | o |  |   | Loofstraat       | Kliniek Maria's Voorzienigheid         |
|   |   | o |  |   | Wolvenstraat     |                                        |
|   |   | o |  |   | Walle            |                                        |

## Rollend materieel
Op lijn 8 werden volgende bussen ingezet van het type Van Hool NewA309.